# جيمس هال
جيمس هال (بالإنجليزية: James Hall)‏ (و. 1900 – 1940 م) هو ممثل من الولايات المتحدة الأمريكية. ولد في دالاس، تكساس، توفي في جيرسي سيتي عن عمر يناهز 39 عاماً بسبب تشمع الكبد.

## وصلات خارجية
- جيمس هال على موقع IMDb (الإنجليزية)
- جيمس هال على موقع ألو سيني (الفرنسية)
- جيمس هال على موقع أول موفي (الإنجليزية)
- جيمس هال على موقع قاعدة بيانات الأفلام السويدية (السويدية)
- جيمس هال على موقع إن إن دي بي (الإنجليزية)
- جيمس هال على موقع قاعدة بيانات الفيلم (الإنجليزية)
- جيمس هال على موقع كينوبويسك (الروسية)